# Mihama, Aichi
Mihama (美浜町 Mihama-chō) là thị trấn thuộc huyện Chita, tỉnh Aichi, Nhật bản. Tính đến ngày 1 tháng 10 năm 2020, dân số ước tính thị trấn là 22.496 người và mật độ dân số là 490 người/km2. Tổng diện tích thị trấn là 46,20 km2.

## Địa lý

### Đô thị lân cận
- Aichi
  - Taketoyo
  - Tokoname
  - Minamichita